# Federico Mangione
Federico Alejandro Javier Mangione (Salta; 16 de febrero de 1969) es un médico cirujano especialista en pediatría que desde el 27 de diciembre de 2022 ejerce como Ministro de Salud Pública de la provincia de Salta durante el mandato del gobernador Gustavo Sáenz.

## Biografía
Nació el 16 de febrero de 1969 y estudió medicina en la Universidad Nacional de Córdoba, es especialista en cirugía infantil, posee un postgrado en gestión en salud pública y privada además de ser becario del servicio de cirugía torácica del Hospital Ricardo Gutiérrez. Está habilitado para realizar cirugías videolaparoscópicas infantiles.
Es miembro titular de la Sociedad Argentina de Pediatría. Secretario del Comité de Cirugía Infantil de la Sociedad Argentina de Pediatría filial Salta. Miembro Titular de la Sociedad Argentina de Cirugía Infantil. Miembro Titular del Tribunal evaluador de especialidades del Colegio Médico de Salta.
Ha participado como Coordinador y Disertante en numerosos Cursos, Jornadas y Congresos a nivel nacional como internacional; y en algunos ha presentado  trabajos de investigación de su autoría.

### Director del Hospital Materno Infantil
El 8 de enero de 2020, Mangione es convocado por el gobernador Gustavo Sáenz y la entonces ministra de salud pública, Josefina Medrano, para desempeñarse como presidente del directorio del Hospital Público Materno Infantil S.E.
Fue noticia a nivel nacional cuando criticó la falta de plazos en la ley de aborto, una omisión que legaliza de hecho el aborto hasta el último día de la gestación. Mangione aclaró en reiteradas ocasiones que no estaba en contra de una ley de aborto sino que se oponía a una ley mal hecha según su criterio debido a que la falta de plazos incluso ponía en riesgo la vida de las propias mujeres ya que un aborto en un periodo avanzado de gestación resulta más arriesgado para las madres. Acusó que la ley fue realizada a las apuradas y con la intención de sumar votos para una campaña electoral y solicitó públicamente a los jueces de la Argentina que realicen alguna acción para frenar la ejecución de la ley. Planteó además que el hospital que él dirigía se estaba convirtiendo en un centro de legrado en lugar de trabajar para mantener la salud de los niños de la provincia de Salta.

Si vos leés la ley en detalle, voy a ser muy duro, no tiene ni siquiera fecha de corte, de límite digamos. Si yo hago una interrupción legal del embarazo la puedo hacer hasta las 38 semanas. Lean bien la ley
Federico Mangione en Radio 90.1 FM VOS de Salta

Ya me llegaron consultas de 28 semanas. A eso le induzco el parto y cuando sale el chico está con vida. ¿Qué hago? ¿ Quién le va a meter una puñalada? ¿Nadie lo va a atender? Ahí me meten preso porque hago abandono de persona. Eso no está en ningún marco legal
Federico Mangione en Radio 90.1 FM VOS de Salta

Esta ley se hizo para juntar votos y no en sentido puro y exclusivamente para cuidar a la mujer. Si uno quiere cuidar a la mujer para que tome sus decisiones hagamos bien las cosas. Yo no estoy en contra de eso
Federico Mangione en Radio 90.1 FM VOS de Salta

A pesar de no estar de acuerdo con la ley, Federico se enfrentó con el exdiputado Andrés Suriani cuando este escrachó en sus redes sociales a una doctora que realizaba abortos en el marco de la ley dentro del Hospital Materno Infantil. Lo acusó de cobarde y le envió una carta documento aunque esta no pudo ser entregada debido a que Suriani no se encontraba presente en ninguno de los siete domicilios declarados que poseía.

### Ministro de Salud Pública
Tras la renuncia de Juan José Esteban a su cargo de ministro de salud pública de la Provincia de Salta en medio de manifestaciones, olas de calor, crisis hídrica, desnutrición en el norte, inicios de la época estival con la aparición del dengue, Sáenz lo convoca a Mangione para que se haga cargo de la cartera de salud por el resto de su mandato. Federico al asumir el 27 de diciembre de 2022 planteó que no traía soluciones mágicas sino un plan a largo plazo y que su foco iba a ser el norte salteño. Apenas iniciado su mandato en enero de 2023 logró una tregua con los médicos autoconvocados con ello logró la normalización de la prestación de los servicios hasta febrero, en que se discutirán los temas salariales en el marco de la reunión paritaria con los gremios.